# Cacosceles
Cacosceles es un género de escarabajos longicornios.

## Especies
- Cacosceles gracilis Lackerbeck, 2000
- Cacosceles newmannii (Thomson, 1877)
- Cacosceles oedipus Newman, 1838